# سلطان مصر
سلطان مصر (انگلیسی: Sultan of Egypt) به حاکم مصر از آغاز دودمان ایوبی تا فتح مصر به وسیله عثمانی گفته می‌شد. معمولاً قلمرو سلطان مصر علاوه بر مصر شامل شام و دمشق هم می‌شد. از ۱۹۱۴ میلادی این عنوان مجدداً از سوی خاندان محمد علی در مصر به کار گرفته شد در حالی که قلمرو ایشان شامل مصر و سودان بود. بعدتر این عنوان با عنوان پادشاه مصر و سودان جایگزین شد.